# Hiéroglyphe égyptien F34
Pour les articles homonymes, voir Cœur (homonymie).

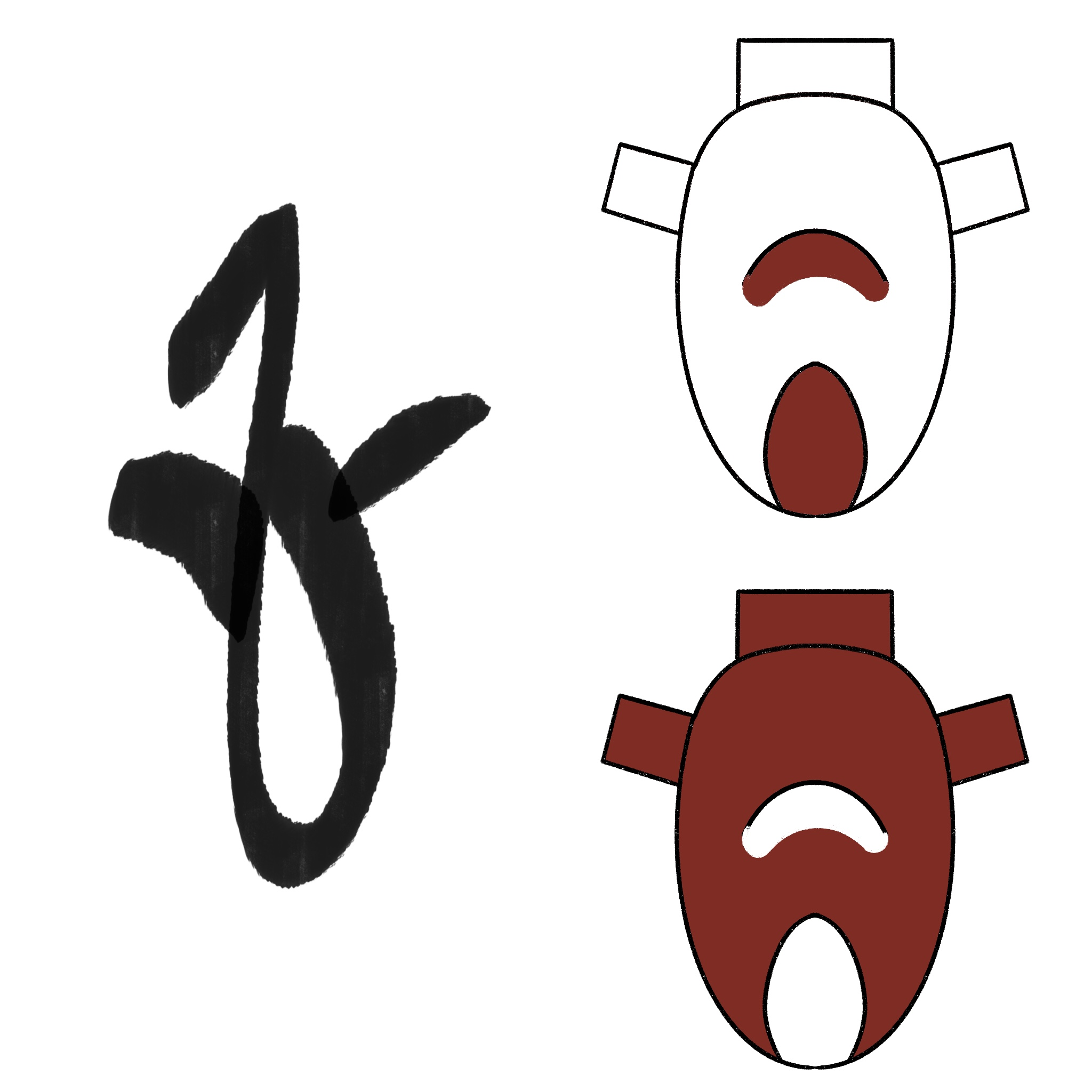
Version hiératique et hiéroglyphique

Le cœur en hiéroglyphes égyptiens, est classifié dans la section F « Parties de mammifères » de la liste de Gardiner ; il y est noté F34.

## Représentation
Il représente un cœur humain, siège de l'âme selon les anciens égyptiens. Il est translittéré jb.

## Utilisation
| F34 · Z1 |

| F34 · Z1 |

souhaiter, désirer ».
| F4 · t · y | F34 |

| F4 · t · y | F34 |

## Exemples de mots
| wr · r | F34 · Z1 |

| wr · r | F34 · Z1 |

| F40 · t · F34 |

| F40 · t · F34 |

| G5 |

| G5 |

| S29 | S42 | F34 |

| S29 | S42 | F34 |

| S29 | S42 | F34 |

| S29 | S42 | F34 |

| S29 | S42 | F34 |

| S29 | S42 | F34 |

| S29 | S42 | F34 |

| S29 | S42 | F34 |

| G5 |

| G5 |

| S29 | S42 | F34 |

| S29 | S42 | F34 |

| S29 | S42 | F34 |

| S29 | S42 | F34 |

| S29 | S42 | F34 |

| S29 | S42 | F34 |

| S29 | S42 | F34 |

| S29 | S42 | F34 |